# Museum voor de Geschiedenis van de Wetenschappen
Het Museum voor de Geschiedenis van de Wetenschappen maakt deel uit van de Universiteit Gent en was tot 2018 gevestigd op de Campus Sterre (faculteit Wetenschappen), aan de De Pintelaan te Gent. Nadien verhuisde de collectie naar de campus Ledeganck als onderdeel van het Gents Universiteitsmuseum (GUM).

## Historiek
Het museum werd in 1948 opgericht door hoogleraar Albert Van de Velde, als afdeling van het Museum voor Oudheidkunde. In 1964 besliste de universiteit om het museum over te nemen; de collecties werden ondergebracht aan de Korte Meer. In 1994 verhuisde het museum naar gebouw S30, een voormalige legerloods, omdat de collectie te uitgebreid was geworden.
Op 13 juli 2018 sloot het museum zijn deuren, maar de collectie ging op in het Gents Universiteitsmuseum, dat op 3 oktober 2020 opende aan de campus Ledeganck.

## Collecties

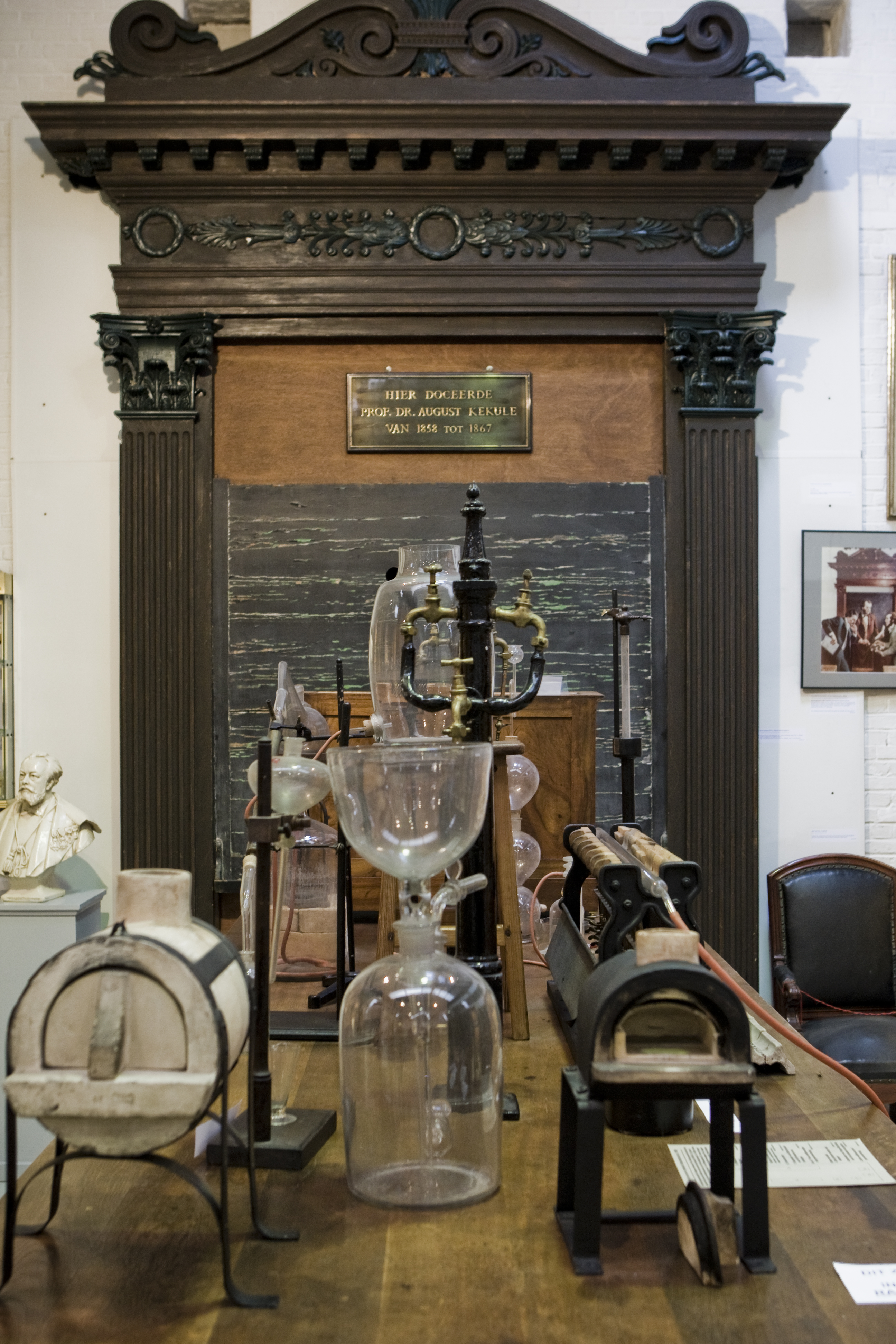
Opstelling over professor August Kekulé, hoogleraar aan de Universiteit Gent en ontdekker van de benzeenring

Het museum bezit een collectie van wetenschappelijke instrumenten, voornamelijk afkomstig van de Universiteit Gent, gaande van microscopen en elektriseermachines over landmeetkundige instrumenten en modellen van planten tot balansen en deeltjesversnellers. Deze instrumenten werden daar gebruikt voor wetenschappelijk onderzoek of als demonstratiemodellen bij het onderwijs. Aangezien de Universiteit Gent pas in 1817 werd opgericht, dateren de meeste instrumenten uit de laatste 200 jaar. Daarnaast bezit het museum een uitgebreide bibliotheek en een beperkt archief met betrekking tot de geschiedenis van de wetenschappen. In het museum bevinden zich talrijke unieke stukken, zoals een brief van Albert Einstein, een balans van Pierre Curie en een schoolbord van Friedrich Kekulé. Verder bevinden er zich ook talrijke glazen ampullen en flesjes met chemische stoffen uit vroegere laboratoria van de universiteit.
Aan de hand van deze collectie wetenschappelijke instrumenten illustreert het museum de geschiedenis van de wetenschappen, gebaseerd op de technologische vooruitgang van wetenschappelijke instrumenten. Het museum gebruikt daarvoor een permanente opstelling rondom een aantal opmerkelijke Gentse wetenschappers en aan aantal thema's. Daarnaast organiseert het museum op geregelde basis tijdelijke tentoonstellingen.